# Spilosoma mus
Spilosoma mus är en fjärilsart som beskrevs av Car. 1898. Spilosoma mus ingår i släktet Spilosoma och familjen björnspinnare. Inga underarter finns listade i Catalogue of Life.